# Musa hirta
Musa hirta là một loài thực vật có hoa trong họ Musaceae. Loài này được Becc. miêu tả khoa học đầu tiên năm 1902.